# Dragonslayer (Dream Evil)
Dragonslayer è l'album di debutto del gruppo musicale heavy metal svedese Dream Evil. È stato pubblicato il 25 giugno 2002 dalla Century Media Records. In Giappone, l'album è stato pubblicato in collaborazione con la Nexus Records l'8 luglio 2002; in questa edizione, la tracklist è stata modificata, cambiando la posizione dei brani e aggiungendo la traccia bonus Losing You.

## Antefatti
Come affermato dal chitarrista Gus G. in un'intervista, il disco è un concept album:
(Gus G., intervista a MetalItalia.com)

## Tracce
1. Chasing the Dragon – 4:00
2. In Flames You Burn – 4:34
3. Save Us – 3:39
4. Kingdom of the Damned – 3:54
5. The Prophecy – 4:14
6. The Chosen Ones – 5:02
7. Losing You – 5:56
8. The 7th Day – 3:33
9. Heavy Metal in the Night – 4:54
10. H.M.J. – 2:46
11. Hail to the King – 3:30
12. Outro – 0:15

Edizione giapponese
1. Chasing the Dragon
2. Save Us
3. Dragonheart
4. Losing You
5. Hail to the King
6. Heavy Metal in the Night
7. The Prophecy
8. H.M.J.
9. In Flames You Burn
10. Kingdom of the Damned
11. The 7th Day
12. The Chosen Ones
13. Take the World
14. Losing You
15. Outro

## Formazione
- Niklas Isfeldt - voce
- Fredrik Nordström - chitarra, tastiere
- Gus G. - chitarra
- Peter Stålfors - basso
- Snowy Shaw - batteria